# Illas
Illas es un concejo de Asturias, en el norte de España. Limita al norte con Castrillón y Corvera, al sur con Las Regueras y Llanera, al este con Corvera y Llanera nuevamente y al oeste con Candamo. Cuenta con una población de 1062 habitantes (INE 2022), repartida principalmente entre los núcleos de La Peral, Callezuela (capital del concejo), Sanzadornín, Viescas y Piniella.

## Geografía
Ubicado en la zona central de Asturias, en la comarca de Avilés, cuenta con una superficie de 25,51km2, pequeña dentro de los concejos asturianos. La topografía del concejo es muy accidentada con fuertes desniveles y pocas tierras llanas, predominando los montes de poca altura cubiertos de arbolado. Su mayor elevación es el Pico Friera o Bufarán, de 623 metros. El resto del territorio se encuentra entre los 200 y los 400m entre frecuentes pendientes.

## Historia

### Edad Antigua
El territorio ha estado vinculado al desarrollo histórico de la comarca de Avilés, habiendo escasez de yacimientos arqueológicos de los tiempos prehistóricos e incluso para los primeros siglos de la historia de Asturias. En este vasto período señalaremos únicamente las dos necrópolis tumulares de La Reigada y el Cerru de la Peña.
No se tienen noticias de este espacio territorial hasta el periodo altomedieval, siendo la primera referencia fechada en el 857, cuando en el testamento de Ordoño I se hace referencia a su iglesia parroquial.

### Edades Media y Edad Moderna
No será hasta el siglo XI, cuando encontremos documentación, apareciendo entonces en los escritos los poderosos condes Piniolo y Aldonza, haciendo una donación al Monasterio de San Vicente de Oviedo de la villa de Viesca, esto nos informa sobre la pertenencia de Viescas al extenso territorio que ocupaba Gozón o lo que es lo mismo al espacio controlado por el famoso castillo. Por lo tanto, los actuales términos concejiles de Illas se hallaban entonces integrados en la demarcación altomedieval de Gozón.
En el siglo XII, serán la Mitra de Oviedo y el monasterio de San Vicente las dos instituciones cuya presencia patrimonial está mejor documentada, pero también la aristocracia laica se halla presente en las propiedades de Illas, apareciendo en estas fechas las familias Valdés y Alas. En aquella época Avilés ya es una villa pujante y debió de generar un proceso disgregador que condujo a la aparición de demarcaciones más pequeñas: Illas, Corvera, Castrillón y Gozón.
No será hasta el siglo XIII, cuando Fernando IV, incluye Illas a la villa avilesina como tierras de su alfoz, pero este sometimiento no debía de estar exento de tensiones como lo demuestran los fondos del archivo de Avilés. La dependencia de Illas respecto de Avilés no sólo estuvo marcada por el afán de autogobierno de sus gentes, sino que tuvo que soportar las injerencias de la familia Quiñones. Estas interferencias seguirán durante el siglo siguiente.
En los siglos modernos no hay grandes transformaciones, las tierras de Illas se mantienen bajo la jurisdicción de Avilés, sus actividades son agrarias y sus caseríos rurales. Durante estos siglos Illas debió de tener latentes sus antiguas expectativas de independencia.

### Edad Contemporánea
Será en el siglo XIX, cuando se destacan sus ganas de independencia y en 1809 el alcalde de Illas nombrado en Avilés no es admitido por el pueblo de Illas, teniendo problemas constantes con Avilés. No será hasta la consolidación del régimen constitucional, cuando Illas alcance su reclamada libertad municipal, reuniéndose su Ayuntamiento en el pórtico de la iglesia de San Julián. 
En el siglo XX, hay un fenómeno a destacar y éste es la instalación de Ensidesa en la ría de Avilés en los años cincuenta y la industria complementaria, que trajo una evolución de la comarca y sus alrededores, llamando la atención la evolución tan diferente del concejo de Illas respecto al resto del entorno, especializándose en la producción agraria, y no integrándose directamente en la red industrial de la comarca, aunque sí influyó indirectamente en ella con el suministro de mano de obra.
El 29 de agosto de 1954 un avión Junker del ejército del aire se estrelló en las inmediaciones del Pico Friera después de despegar del aeródromo de León falleciendo en el accidente sus cuatro ocupantes los capitanes Alejandro Vigil Villa y Manuel Gutiérrez González, el brigada Elpidio Arroyo Sierra y el cabo David Santamaría Macho.
Tras el proceso de reconversión industrial iniciado en la década de 1980 y que afectó considerablemente a toda la comarca avilesina, el concejo no logró mantenerse al margen del decrecimiento poblacional de todo su entorno, si bien dada su naturaleza rural este fue menos acuciado y en los primeros años del siglo XXI ha logrado consolidarse como asentamiento residencial para numerosos jóvenes que prefieren un estilo de vida más tranquilo con la cercanía de los servicios que proporciona Avilés.

## Demografía

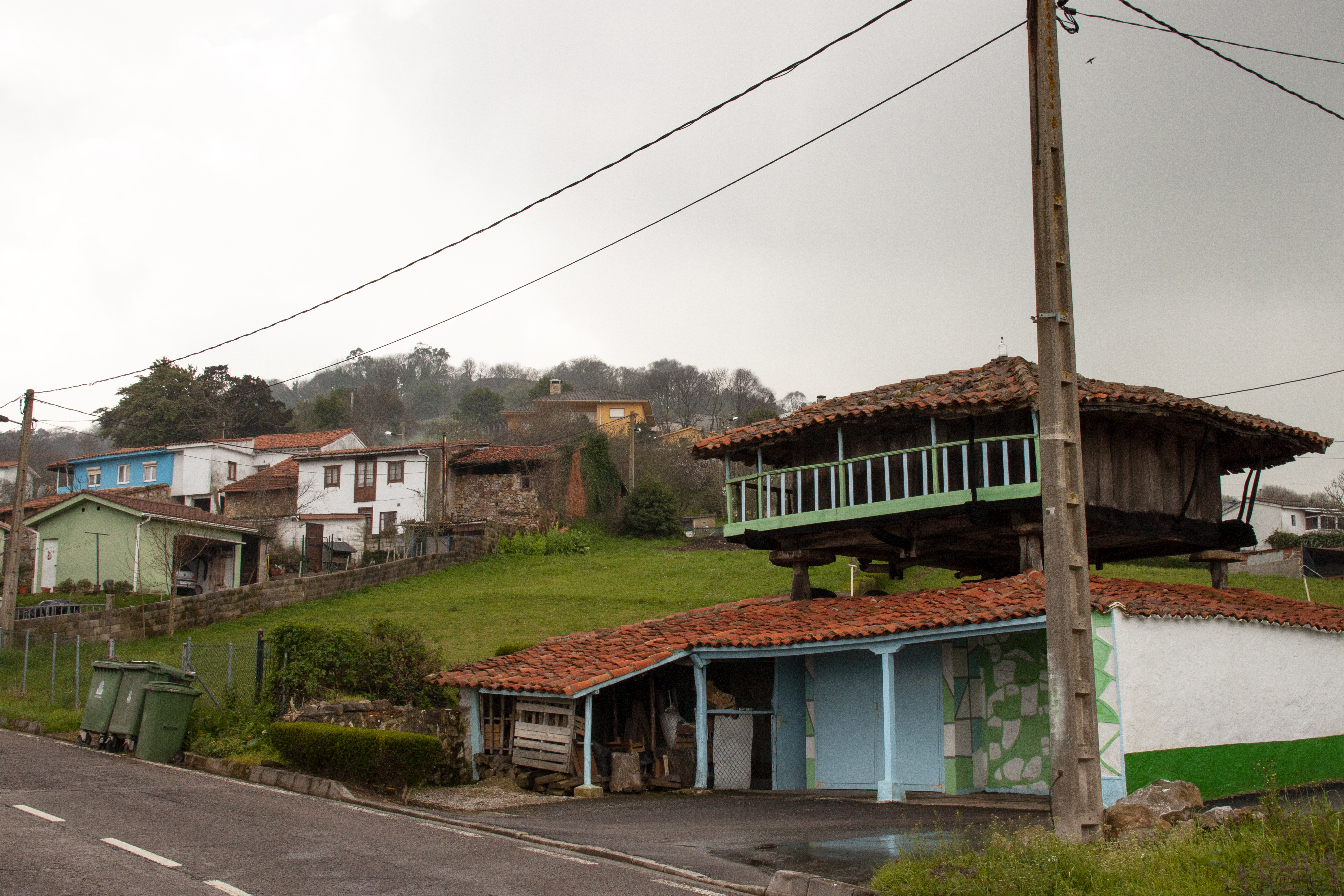
Vista de La Peral, el asentamiento poblacional del concejo es mayoritariamente rural y disperso

Si bien actualmente cuenta con una población de 1034 habitantes (INE 2024), Illas tuvo a principios del siglo XX, una elevada ocupación de alrededor 2013 personas teniendo en cuenta la topografía tan accidentada de su territorio. Su emigración fue lenta pero constante y en 1950 su población se había reducido a 1656 habitantes, a partir de esta fecha el desarrollo industrial de Avilés incidirá positivamente en la evolución demográfica del concejo ya que permite a su población desplazarse a trabajar sin cambiar su lugar de residencia. Esto hizo que Illas volviera a crecer y entre 1960 y 1970 sus efectivos ascendieran a los 1800 habitantes, no obstante se produciría un nuevo cambio debido a la crisis que afectó al sector industrial iniciando un paulatino descenso hasta que en 1996 quedaron reducidos a 1223 los habitantes.
En los primeros años del siglo XXI ha logrado consolidarse como asentamiento residencial para numerosos jóvenes que prefieren un estilo de vida más tranquilo con la cercanía de los servicios que proporciona Avilés.
Su población se encuentra muy envejecida, predominando las personas mayores de 55 años ya que su última emigración afectó a la fase adulta, dejando por tanto muy reducida su población de menores de 15 años.
| Gráfica de evolución demográfica de Illas entre 1842 y 2021                                                         |
| |
| Población de derecho según los censos de población del INE Población de hecho según los censos de población del INE |

## Comunicaciones
Su principal vía de comunicación es la AS-237 que une Avilés con Candamo y atraviesa el concejo de norte a sur vertebrándolo en todo su recorrido. A través de ella se accede además a la autovía del Cantábrico que permite dirigirse en dirección este-oeste hacia Gijón o hacia el aeropuerto de Asturias y Galicia. Hay además una gran cantidad de carreteras locales que complementan la red. 

## Economía
Ha tenido una dependencia económica de Avilés, pero a diferencia de Corvera y Avilés no ha sufrido las consecuencias de un crecimiento urbano indiscriminado, conservando su calidad ambiental y el aspecto de un concejo rural. Así en Illas predominan las actividades agropecuarias, cuenta con abundancia de pastos para la ganadería vacuna, destinada a la producción de carne y sobre todo de leche. A este concejo se le considera por su proximidad a los grandes núcleos urbanos de Asturias y al cinturón industrial de Avilés como el pulmón de Asturias. 

## Administración y política

### Gobierno municipal
En el concejo de Illas, desde 1979, el partido que más tiempo ha gobernado han sido el PP. El actual alcalde sin embargo es Alberto Tirador, de IU-BA, quien gobierna desde 2007.
| Periodo   | Nombre                       | Partido | Partido                           |
| --------- | ---------------------------- | ------- | --------------------------------- |
| 1979-1983 | Ricardo Quintana López       |         | Coalición Democrática (CD)        |
| 1983-1991 | Ricardo Quintana López       |         | Alianza Popular (AP)              |
| 1991-1999 | Margarita Fernández Menéndez |         | Partido Popular (PP)              |
| 1999-2007 | Margarita Fernández Menéndez |         | Unión Renovadora Asturiana (URAS) |
| 2007-act. | Alberto Tirador Martínez     |         | Izquierda Unida (IU)              |

| Partido político    | Partido político                                                                | 1979   | 1983   | 1987   | 1991   | 1995   | 1999   | 2003   | 2007   | 2011   | 2015   | 2019   | 2023   |
| Partido político    | Partido político                                                                | Ediles | Ediles | Ediles | Ediles | Ediles | Ediles | Ediles | Ediles | Ediles | Ediles | Ediles | Ediles |
|                     | Federación Socialista Asturiana (FSA-PSOE)                                      | 1      | 2      | 3      | 3      | 2      | 1      | 1      | 1      | 0      | 0      | 0      | 0      |
|                     | Alianza Popular (AP)-Partido Popular (PP)                                       | 4      | 6      | 4      | 4      | 6      | 3      | 2      | 3      | 1      | 2      | 2      | 2      |
|                     | Partido Comunista de España (PCE)-Izquierda Unida (IU)-Bloque por Asturies (BA) | 1      | 1      | 1      | 1      | 1      | 1      | 2      | 4      | 8      | 7      | 7      | 7      |
|                     | Unión de Centro Democrático (UCD)-Centro Democrático y Social (CDS)             | 3      | 0      | 1      | 1      | —      | —      | —      | —      | —      | —      | —      | —      |
|                     | Unión Renovadora Asturiana (URAS)-Partíu Asturianista (PAS)                     | —      | —      | —      | —      | —      | 4      | 4      | 1      | —      | —      | —      | —      |
| Total de concejales | Total de concejales                                                             | 9      | 9      | 9      | 9      | 9      | 9      | 9      | 9      | 9      | 9      | 9      | 9      |

### Organización territorial
El concejo de Illas está formado por 3 parroquias:
- Illas
- La Peral
- Villa

## Cultura

### Patrimonio
Sus monumentos más destacados se encuentran en la villa del concejo. Así están:

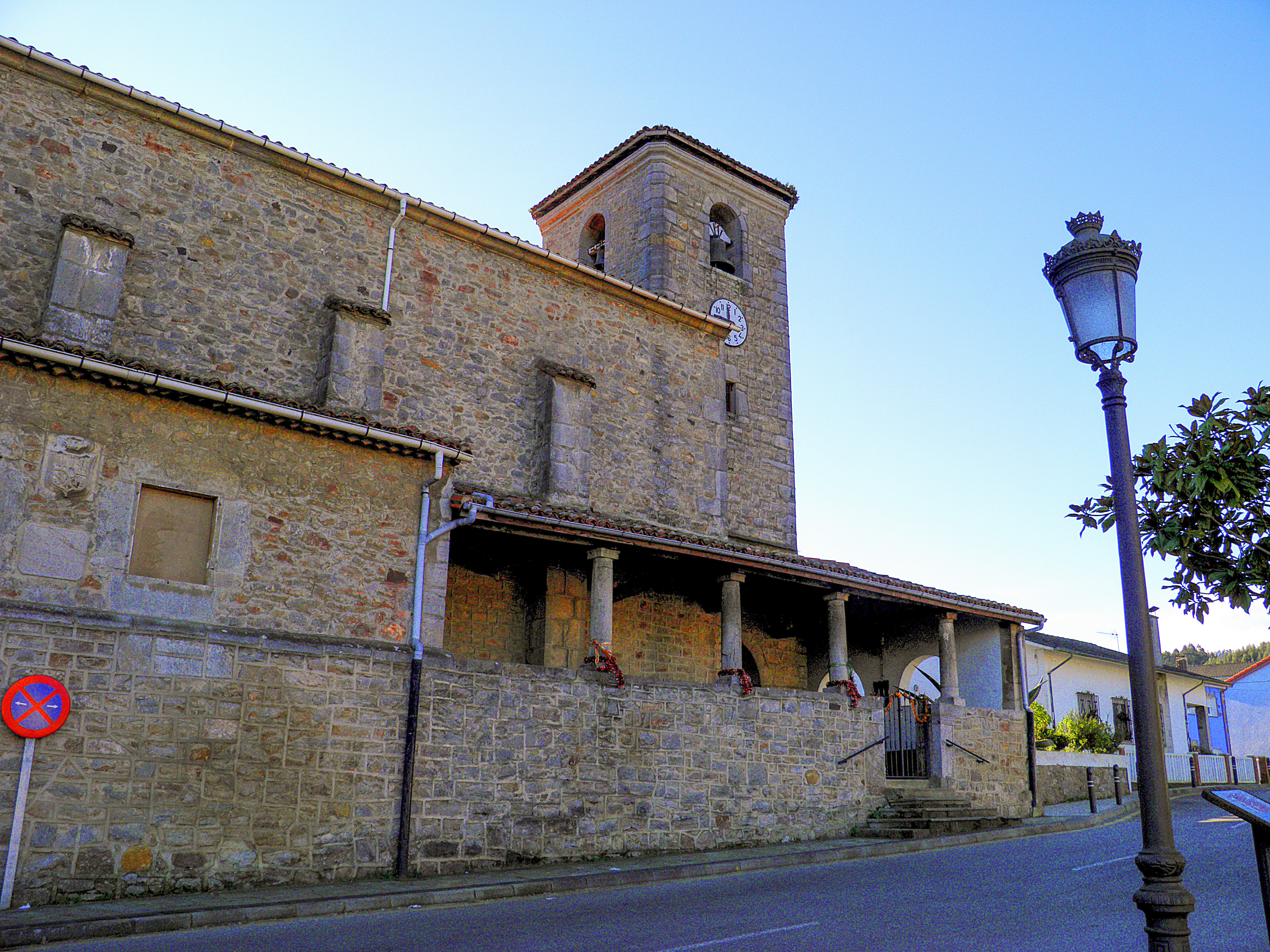
Iglesia de San Julián de Illas, en Callezuela

- La iglesia de San Julián. El edificio actual se levanta en el lugar que ocupaba un templo medieval, su estructura es de planta de cruz latina con torre cuadrada a los pies. El exterior de la nave está recorrido por contrafuertes, los pies y un lateral tienen pórtico con columnas que descansa sobre un zócalo todo ello en piedra. La torre es de planta cuadrada con escasas ventanas, está construida en mampostería y sillar para las esquinas, además tiene una cornisa bastante pronunciada. El interior de la nave se cubre con bóveda de lunetos y de aristas en el crucero y a los pies tiene el coro cubierto de madera. En los brazos del crucero se encuentran dos sepulcros sencillos y de arco de medio punto. El de la derecha es gótico del siglo XIV. Está labrado en un relieve muy plano, en el que se suceden 13 arcos muy apuntados con el intradós trilobulado. El de la izquierda aparece decorado con motivos heráldicos con escudos algunos muy desgastados. El borde superior de la caja está decorado con un friso modulado del que salen hojas.

- El palacio de Bárcena, está formado por una serie de edificios que se insertan formando un conjunto, en el que iremos hablando de cada uno de ellos por separado. La Torre, de planta cuadrada, tiene una construcción más residencial que militar ya que los vanos son amplios y abundantes, cosa que en las construcciones militares apenas existen siendo sustituidas por saeteras. Es una edificación de dos pisos, con buhardilla. Está construido en mampostería y sillería para las esquinas y su tejado es a cuatro vertientes. La Capilla es sencilla y de planta rectangular, tiene una puerta adintelada sobre ella el escudo cuarteado en cruz con timbre de yelmo empenachado. La vivienda contigua a la torre tiene mejor calidad constructiva, los vanos son enmarcados por grandes losas de piedra. En el piso principal hay dos balcones y una galería con antepecho de madera. Tiene un segundo volumen pegado al anterior que es muy sencillo y modesto. Todo este conjunto está cerrado por un muro de piedra, que da una idea defensiva pero es de baja altura. Lo característico de esta casa es la sencillez y la falta de ornamentación, esto hace difícil precisar la fecha de su construcción, ya que no tiene un estilo predominante en el que se pueda basar su datación histórica, aunque parece que fue construido en varias fases diferentes, hasta contemplar el conjunto como se muestra hoy en día

### Fiestas
Las iremos destacando según sus núcleos de población:
- En La Callezuela: el día 7 de enero San Julián, el domingo siguiente al día 13 de junio San Antonio de Padua y el primer domingo de julio la Sacramental.
- En La Peral: el día 2 de febrero las fiestas de Las Candelas donde se canta el himno del pueblo, el primer domingo de agosto las fiestas de San Jorge.
- En Calavero el primer fin de semana de septiembre es la fiesta folclórica asturiana del Cristo del Socorro.
- En Taborneda: el domingo siguiente al 7 de enero, es la fiesta de San Antonio Abad.
- En Piniella: 7 domingos tras el Domingo de Pascua es la fiesta del Espíritu Santo.
- En Sanzadornín: El domingo anterior al 8 de septiembre, Fiesta de los Remedios.